# Palokki och Hako-Palokki
Palokki och Hako-Palokki är en sjö i kommunen Pieksämäki i landskapet Södra Savolax i Finland. Sjön ligger 110,8 meter över havet. Arean är 60 hektar och strandlinjen är 7,42 kilometer lång. Sjön  ingår i Kymmene älvs huvudavrinningsområde.   Den ligger omkring 66 kilometer norr om S:t Michel och omkring 260 kilometer norr om Helsingfors. 